# Уилсон, Дули
Артур «Дули» Уилсон (англ. Arthur "Dooley" Wilson; 3 апреля 1886 — 30 мая 1953) — американский актёр и певец.

## Биография
Уилсон родился в городке Тайлер, штат Техас. Точная дата его рождения неизвестна, но на могиле Уилсона в качестве даты указано 3 апреля 1886 года. Уилсон играл в афроамериканских театрах Чикаго и Нью-Йорка с 1908 по 1930-е годы; в 1920-е годы также играл на ударных в музыкальном ансамбле. Около 1908 года он получил прозвище Дули — в честь ирландской песни «Мистер Дули», исполнение которой было фирменным номером Уилсона в те годы.
Уилсон попал на Бродвей, где был замечен в роли Маленького Джо в мюзикле «Хижина на небесах» (сезон 1940—1941). Он был приглашён студией «Warner Brothers» на роль тапёра Сэма в ставший классическим фильм «Касабланка» (1942). Эта роль принесла Уилсону широкую известность и стала его визитной карточкой. Всего он сыграл примерно в двух десятках фильмов, а также продолжал участвовать в бродвейских театральных постановках.

## Фильмография
| Год  |   | Русское название       | Оригинальное название  | Роль              |
| ---- | - | ---------------------- | ---------------------- | ----------------- |
| 1939 | ф | —                      | Keep Punching          | Бэрон Скиннер     |
| 1942 | ф | Моя любимая блондинка  | My Favorite Blonde     | Портер            |
| 1942 | ф | Возьми письмо, дорогая | Take a Letter, Darling | Мозес             |
| 1942 | ф | —                      | Night in New Orleans   | Шадрак Джонс      |
| 1942 | ф | Каир                   | Cairo                  | Гектор            |
| 1942 | ф | Касабланка             | Casablanca             | Сэм               |
| 1943 | ф | Два билета в Лондон    | Two Tickets to London  | аккордеонист      |
| 1943 | ф | Дождливая погода       | Stormy Weather         | Гейб Такер        |
| 1943 | ф | Выше и выше            | Higher and Higher      | Оскар             |
| 1944 | ф | Семь дней на берегу    | Seven Days Ashore      | Джейсон           |
| 1948 | ф | —                      | Triple Threat          | Портер            |
| 1948 | ф | —                      | Racing Luck            | Эйб               |
| 1949 | ф | Стучись в любую дверь  | Knock on Any Door      | пианист           |
| 1949 | ф | Приходи в конюшню      | Come to the Stable     | Энтони Джеймс     |
| 1949 | ф | —                      | Tell It to the Judge   | Пуллман Портер    |
| 1949 | ф | —                      | Free for All           | Аристотель        |
| 1950 | ф | Не её мужчина          | No Man of Her Own      | официант в поезде |
| 1950 | ф | —                      | Father Is a Bachelor   | Блю               |
| 1951 | с | —                      | Beulah                 | Билл Джексон      |
| 1951 | ф | —                      | Passage West           | Рейнбоу           |